# Акчинське ханство
Увага:  Не вказане значення "common_name"

 Увага: Не вказане значення "continent"
Акчинське ханство (узб. Aqcha xonligi, Акча хонлиги) - узбецька держава, що існувала в Північному Афганістані в XVIII-XIX століттях. Останнім ханом був Ішан-Аурах.
У ХІХ ст. серед інших лівобережних ханств афганським еміром Дост Мухаммадом (1826-1863) завойована Акча.
У 1859 між Бухарою та Афганістаном укладено угоду, за якою кордоном між ними визнавалася переважно річка Аму-Дар'я. Остаточне підпорядкування Акчі відбулося у 1860-1870-х при Шир-'Алі-хані, наступнику Дуст-Мухаммада.